# Jean Jülich

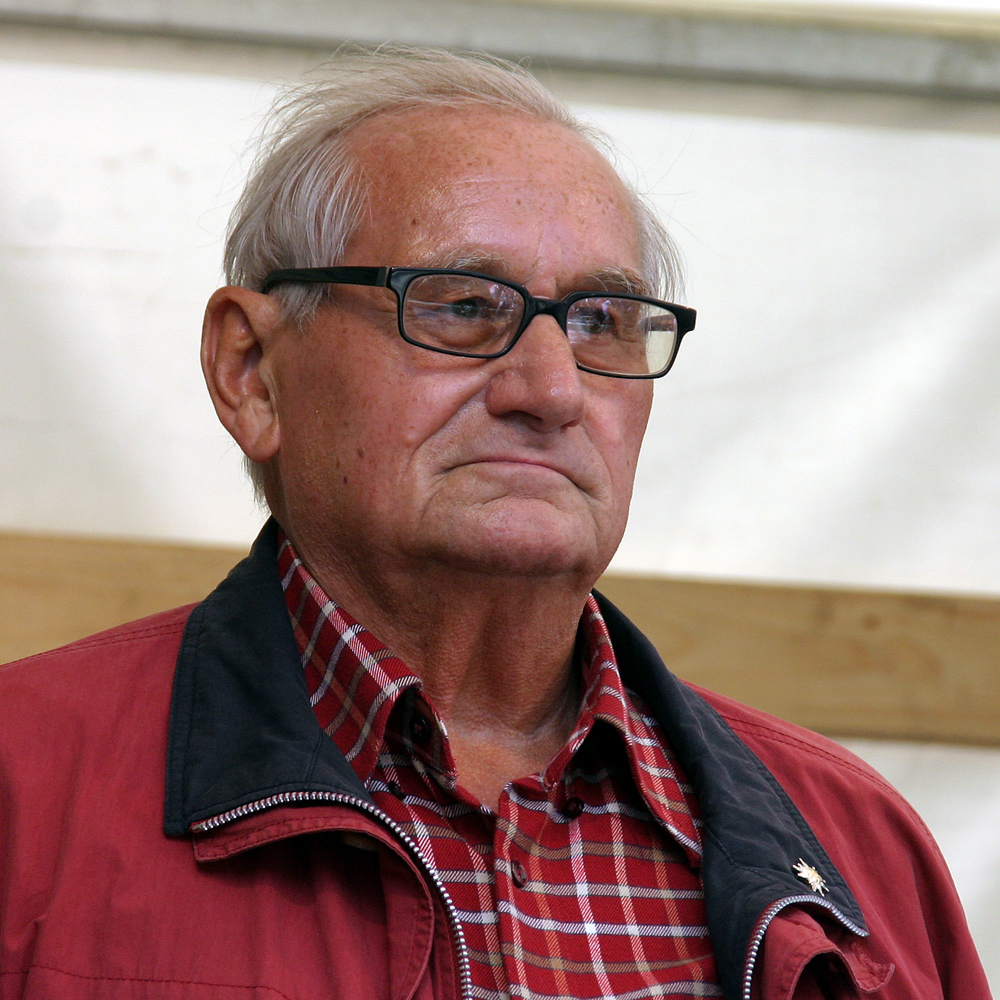
Jean Jülich 2007

Jean Jülich (* 18. April 1929 in Köln; † 19. Oktober 2011 ebenda) war ein deutscher Widerstandskämpfer. Er war während des Zweiten Weltkriegs Mitglied der Ehrenfelder Gruppe und der Edelweißpiraten, einer jugendlichen Protestbewegung, die unter anderem in Köln gegen die Nationalsozialisten Widerstand leistete. Er wurde 1984 von der Gedenkstätte Yad Vashem als Gerechter unter den Völkern geehrt. Jülich war von 2003 bis 2008 Beiratsmitglied des im gleichen Jahr gegründeten „Komitees für eine demokratische UNO“.

## Geschichte

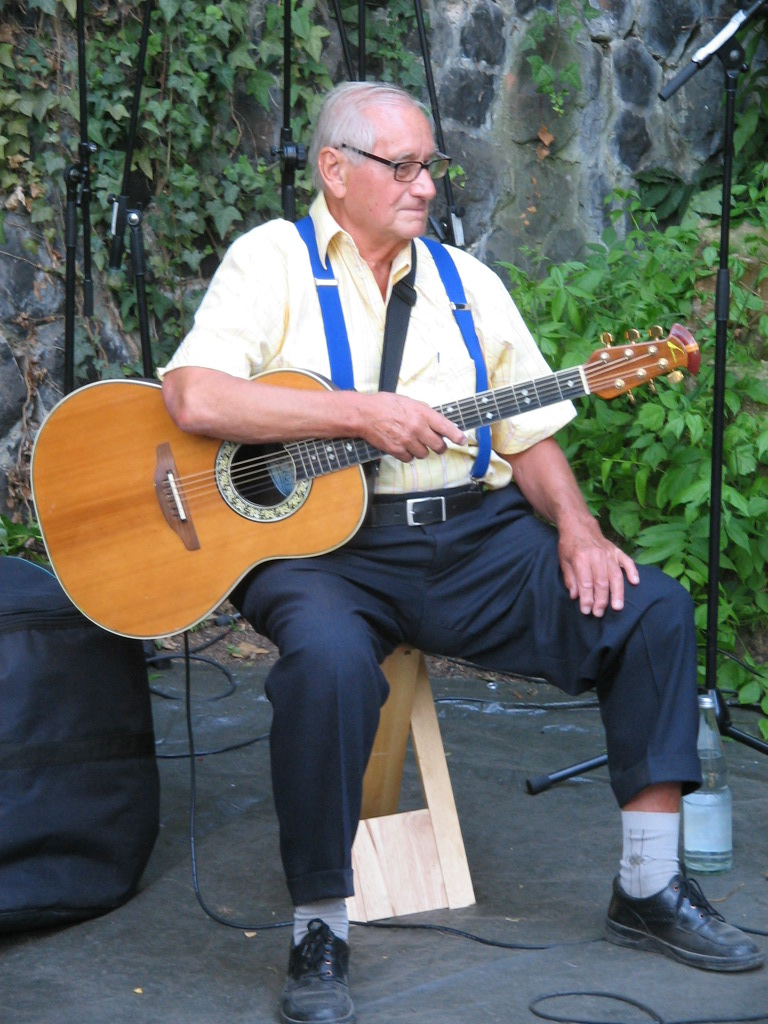
Jean Jülich beim Edelweißpiratenfestival im Friedenspark in Köln am 17. Juni 2007

Jülich war Sohn eines KPD-Funktionärs. 1942 stieß er mit dreizehn Jahren zu den Jungen und Mädchen der Edelweißpiraten, die sich jeden Abend in Sülz auf dem Manderscheider Platz trafen. Aktionen der Gruppe beinhalteten u. a., Propagandaplakate zu übermalen und Munitionszüge entgleisen zu lassen. Jülich wurde zusammen mit Heinz Wunderlich und Willi Colling durch seinen Schulfreund und späteren Mitgefangenen der Gestapo Ferdinand Steingass in die Gruppe eingeführt. Der harte Kern der Widerständler hielt sich in Köln-Ehrenfeld in den zerbombten Häusern versteckt.
Auch äußerlich unterschieden sich die Edelweißpiraten sehr von den Mitgliedern der Hitlerjugend. Sie trugen lange Haare, karierte Hemden und Halstücher. In einer Zeit, in der nur wenig Widerstand geleistet wurde, sangen sie: „Ja, wo die Fahrtenmesser blitzen und die Hitlerjungen flitzen und die Edelweißpiraten hintendrein / was kann das Leben uns denn schon geben, wir wollen frei von Hitler sein.“ Trotzdem – so berichtete Jülich – war es nicht ihre Sache, tiefsinnige politische Diskussionen zu führen. Am Wochenende fuhren sie ins Siebengebirge zum Blauen See, wo sie sich mit bis zu 250 Jugendlichen aus Düsseldorf, Wuppertal, Solingen und Köln trafen.
In Ehrenfeld bildeten sich zu dieser Zeit weitere Gruppen von Edelweißpiraten. Einige von ihnen gingen 1944 zusammen mit Hans Steinbrück, einem ehemaligen Häftling des KZ-Außenlagers Köln-Messe, der zu einem Bombenräumkommando eingeteilt worden war und dabei hatte fliehen können, in den Untergrund. Diese Struktur wurde für Deserteure, Zwangsarbeiter und Juden von lebensrettender Bedeutung. Da sie in ihrer Situation der Flucht und Verfolgung keine Lebensmittelkarten bekamen und keine Wohnungen mieten konnten, musste das Leben gemeinschaftlich illegal organisiert werden. In Ehrenfeld wurden die Edelweißpiraten bald für alles verantwortlich gemacht, wenn irgendwo etwas abhandenkam. Gemeinsam mit Deserteuren und Zwangsarbeitern bildeten Edelweißpiraten mit Hans Steinbrück und seiner schwangeren Lebensgefährtin Cilly Servé eine Widerstandsgruppe.
Durch den Kontakt über Barthel Schink stieß Jülich dazu, der damals bei seinen Großeltern in Sülz lebte. Jülichs Vater saß im Zuchthaus; als Kommunist war er schon 1932 in den Untergrund gegangen. Seine Mutter musste für ihren Lebensunterhalt hart arbeiten und konnte sich nicht um ihn kümmern. Gleichzeitig radikalisierten sie ihren Widerstand gegen die Nazis. So erschoss Roland Lorent am 28. September 1944 den NS-Mann Soentgen, der wegen seiner Denunziationen, die viele Menschen das Leben gekostet hatten, besonders verhasst war. Als die Möglichkeit bestand, an Sprengstoff heranzukommen, planten sie, die Kölner Zentrale der Gestapo in die Luft zu sprengen. Jülich organisierte die notwendigen Zünder, ging nicht mit in den Köln-Ehrenfelder Untergrund, musste aber mehrfach gegen Verdächtigungen und auf Vorladungen in Sachen Edelweißpiraten reagieren, Geschichten erfinden und Verhören standhalten.

## Gestapo-Haft
1944 wurde Jülich von der Gestapo verhaftet und im Kölner Gestapo-Hauptquartier, dem „EL-DE-Haus“, für dessen geplante Sprengung er Zünder besorgt hatte, wochenlang verhört und gefoltert. Seine Identität als Edelweißpirat galt es um der erhofften Freiheit willen zu leugnen, was ihm auch gelang. Aufgrund dieser Folterprotokolle wurde ihm von seinen Gegnern abgesprochen, Edelweißpirat zu sein. Amtlich galt er bis 2003 weiterhin als Krimineller, als den ihn die Gestapo bezeichnet hatte. Mit dem Überleben verband er die Vorstellung, in der „Anonymität eines KZs“ vor der Folter fliehen zu können, ohne dass ihm damals die Realität eines KZs bekannt war, wie er später feststellen musste. Seine Kameraden, darunter Hans Steinbrück, Jülichs Freund Barthel Schink und elf weitere, wurden von den Nazis einen Monat später, am 10. November 1944 öffentlich am Ehrenfelder Bahnhof erhängt. Jülich und seine Freunde erfuhren von der Hinrichtung durch eine Gruppe von Mitgliedern der kommunistischen Widerstandsgruppe NKFD. Bis zum Ende des Krieges blieb der damals 15-jährige im Gestapogefängnis der Abtei Brauweiler, in Zuchthäusern von Siegburg, Butzbach und schließlich im Jugendgefängnis Rockenberg ohne Urteil in Haft und musste gegen Misshandlungen, Krankheiten und Unterernährung um sein Überleben kämpfen.
Als Ende März 1945 endlich die amerikanischen Panzer vor Jülichs Gefängnis standen, waren viele andere Häftlinge an Folterungen oder Krankheiten gestorben.

## Weiteres Wirken
Auch nach dem Ende des Krieges engagierte sich Jülich weiterhin für die Belange von Bedürftigen. So organisierte und moderierte er jahrelang die Benefiz-Karnevalssitzung Die löstige 1, die ganz klein in einer Gaststätte begann und zum Schluss die Mülheimer Stadthalle füllte. Jülich war lange Zeit Wirt der legendären Kölner Musikkneipe Blomekörvge (Aussprache: „Blomekörvje“), wo unter anderen die Bläck Fööss und BAP auftraten. Für sein Engagement als Pächter der Severinstorburg und Bürger des Severinsviertels erhielt er 2006 den Severins-Bürgerpreis und wurde später auch als Jury-Mitglied in den Vorstand des gleichnamigen Vereins gewählt.

## Späte Ehrungen

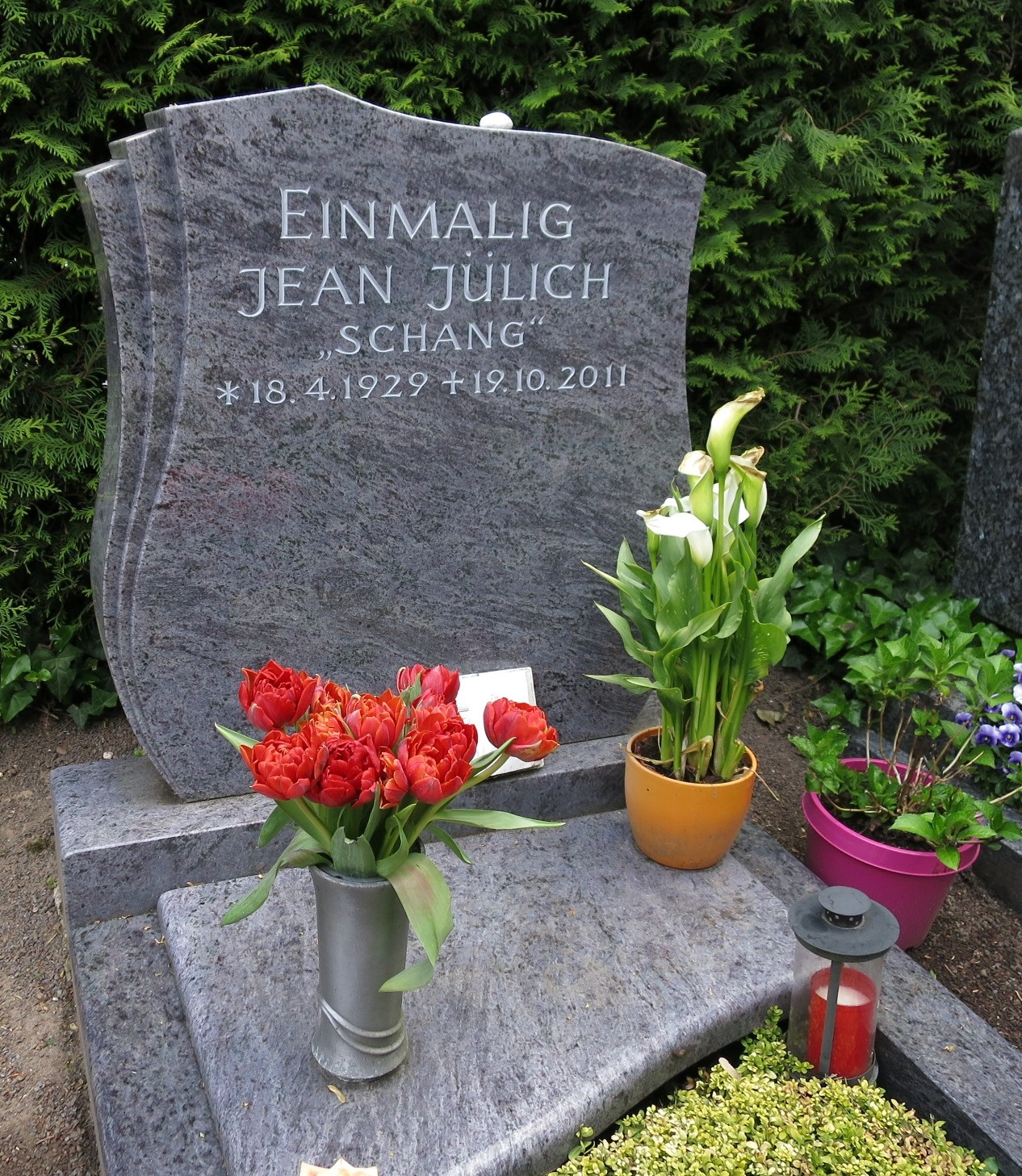
Grab auf dem Kölner Südfriedhof

Gegen das Vergessen der Ereignisse in der nationalsozialistischen Zeit engagierte er sich ganz besonders, deshalb wurde er 1991 mit dem Bundesverdienstkreuz am Bande ausgezeichnet. Zusammen mit den Edelweißpiraten Gertrud Koch und Peter Schäfer trat er mit verschiedenen Publikationen, Vorträgen und Aktionen hervor. Dafür zeichnete der Landschaftsverband Rheinland im Mai 2007 alle drei mit dem Rheinlandtaler aus.
2008 erhielt er zusammen mit den ehemaligen Mitgliedern der Edelweißpiraten Gertrud Koch, Wolfgang Schwarz und Fritz Theilen in Düsseldorf die Heine-Büste. Die vom Düsseldorfer Freundeskreis Heinrich Heine verliehene Auszeichnung würdigt damit seine außerordentlichen Aktivitäten im Sinne des kritischen Geistes. 
Bei der Verleihung des Bundesverdienstkreuzes am Bande durch Jürgen Roters im April 2011 an die übrigen fünf noch lebenden Mitglieder der Kölner Widerstandsgruppen war Jülich Ehrengast.

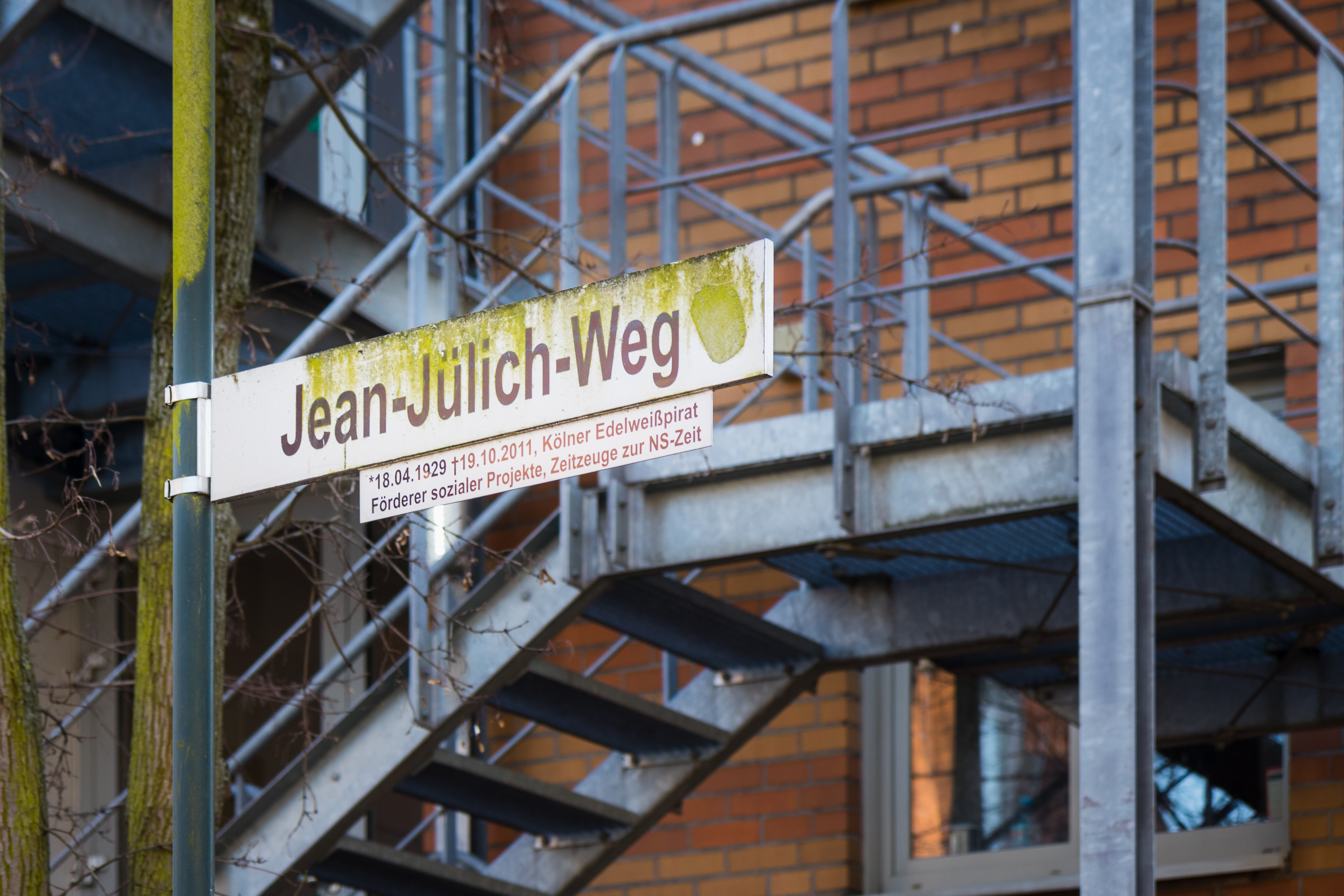
Jean-Jülich-Weg

Seine Grabstätte befindet sich auf dem Kölner Südfriedhof (Flur 2).
Zwei Jahre nach seinem Tod wurde in der Nähe seiner Wohnung in der Südstadt ein Fußweg zwischen der Karl-Korn-Straße und dem Rondell in der Siedlung Stollwerckhof nach ihm benannt. Bei der Einweihung waren etwa 200 Personen zugegen, darunter seine Witwe Karin. Rolly Brings und der Kneipenchor Singender Holunder sangen einige seiner Lieder.

## Film
- Nachforschungen über die Edelweißpiraten (1980) von Dietrich Schubert in Zusammenarbeit mit dem ZDF
- Edelweißpiraten (2004) von Niko von Glasow

### Nachrufe
- Roland Kaufhold: „E Hätz so jroß wie ne Stään“ – Zum Tode von Jean Jülich. haGalil.com, 30. Oktober 2011.
- Zum Tod von Jean Jülich, Rechte-Jugendbünde.de, 28. Oktober 2011.